# Reformed Ethiopian Catholic Church
Reformed Ethiopian Catholic Church of Southern Africa (RECCSA) är ett kristet trossamfund i Sydafrika, bildat 2016 av Fr Chris.B. Mente och fyra andra präster som lämnat Ethiopian Episcopal Church på grund av skiljaktiga uppfattningar rörande kanonisk lag, administration och liturgi.